# Megachile creusa
Megachile creusa är en biart som beskrevs av Charles Thomas Bingham 1898. Megachile creusa ingår i släktet tapetserarbin, och familjen buksamlarbin. Inga underarter finns listade i Catalogue of Life.